# Rumeli Hisarı
Rumeli Hisarı (slovensko Rumelska (Evropska) trdnjava) ali Boğazkesen Hisarı (v prostem prevodu "trdnjava, ki seka ožino", se pravi Bospor) je srednjeveška trdnjava v Istanbulu, Turčija, zgrajena na več vzpetinah na  evropski obali Bosporske ožine. Po njej se imenuje tudi njena bližnja okolica v istanbulski četrti Sarıyer. 
Trdnjava je bila zgrajena v letih 1451-1452 na ukaz osmanskega sultana Mehmeda II. kot del priprav za osvojitev bizantinske prestolnice Konstantinopel. Njen namen je bil presekati pomorsko vojaško in logistično podporo Konstantinopla, ki bi prihajala s severa skozi Bosporsko ožino. Od tod tudi njeno alternativno ime Boğazkesen. Na nasprotni anatolski obali ožine je sultan Bajazid I. že leta 1394 zgradil sestrsko Anadolu Hisarı (Anatolska trdnjava). Obe trdnjavi sta v zadnji fazi obleganja Konstantinopla  delovali kot tandem, ki je preprečil ves pomorski promet po Bosporju, kar je pripomoglo k obleganju in osvojitvi mesta leta 1453.  
Po osmanski zasedbi Konstantinopla je Rumeli Hisarı služila kot carinska postaja, občasno tudi kot zapor, predvsem za ambasadorje držav, s katerimi je bilo Osmansko cesarstvo v vojni. V potresu leta 1509 je bila trdnjava zelo poškodovana in zatem obnovljena in je kot taka služila neprekinjeno do 19. stoletja.
Trdnjava je zdaj priljubljen muzej na prostem, odprt za javnost, in prizorišče sezonskih koncertov, umetniških prireditev in drugih dogodkov.

## Rumeli Hisar na turških bankovcih
Trdnjava je upodobljena na naslednjih turških bankovcih: 
- Na reverzu bankovca za 1 liro (1942-1947).[2]
- Na reverzu bankovca za 500 lir (1939-1946).[3]
- Na reverzu bankovca za 100 lir (1947-1952).[4]
- Na reverzu bankovca za 1000 lir (1953-1979).[5]

- Načrt trdnjave
- Rumeli Hisarı, v ozadju Most Mehmeda II.
- Obzidje trdnjave
- Stolp Halil Paše

## Vira
- Freely, John (2000). Blue Guide Istanbul. W.W. Norton & Company. ISBN 0-393-32014-6.
- Silburn, P.A.B. (1912). The evolution of sea-power. London: Longmans, Green and Co.